# 丸一小助・小時
丸一小助・小時（まるいち こすけ・ことき）は、太神楽曲芸のコンビ。太神楽曲芸協会・落語芸術協会所属。出囃子は『二上がり地囃子』。

## 春本小助
春本 小助（はるもと こすけ）は、太神楽曲芸師。本名∶中道 優。

### 芸歴
- 2010年 - 第6期国立太神楽養成生になる[2][4]。
- 2013年3月 - 研修修了。鏡味勇二郎に入門[2][4]、春本小助となり落語芸術協会にて前座修業を開始。国立演芸場演芸まつりにて初舞台[4]。
- 2014年 - 1年間の前座修行終了[2][4]。
- 2015年 - 鏡味小時とコンビを組む[2][4][3][5]。

### 人物
家の鍵を池袋演芸場で無くしたと思い途方に暮れていたが三遊亭吉馬が助けてくれた。なお、鍵は鞄の中にあった。

## 鏡味小時
鏡味 小時（かがみ ことき、1986年8月13日 - ）は、太神楽曲芸師。本名∶金子 翔太。

### 経歴
- 2011年：第7期国立太神楽養成生になる[3][5]。
- 2014年：研修修了、鏡味勇二郎に入門[3][5]。鏡味小時となる。落語芸術協会にて前座修業開始[3][5]。
- 2015年：前座修業修了。春本小助とコンビを組む[3][5][2][4]。

## 出演

### テレビ
- タモリ倶楽部 「来春イチオシの第7世代決定戦（ただし太神楽の）」(2021年1月9日、テレビ朝日）（春本小助、鏡味小時として)